# Leon Diogenes
Leon Diogenes (gr. Λέων Διογένης, ur. 1069, zm. 1087) – bizantyński współcesarz (1069-1071) za panowania swojego ojca Romana Diogenesa.

## Życiorys
Był synem Romana Diogenesa i Eudoksja Makrembolitissy. Jako dziecko koronowany na cesarza. Po upadku ojca został zesłany do klasztoru. Powrócił z wyganania podczas rządów Aleksego I Komnena w 1081 roku. Według Anny Komneny był oddanym sojusznikiem jej ojca. Zginął w czasie wyprawy w 1087 przeciw Pieczyngom.